# Lamarck (cratère)
Lamarck est un cratère lunaire situé au sud-ouest de la face visible de la Lune. Le cratère Lamarck est recouvert sur son rebord nord par le cratère Darwin. Au sud-est il y a le cratère Byrgius. Le contour du cratère Lamarck est grandement endommagé par de nombreux impacts. Le cratère a été recouvert par des ejectas de la Mare Orientale située à l'Est. À l'intérieur, le petit cratère satellite "Lamarck B" a une forme de bol. Le contour sud-ouest est recouvert par le cratère satellite "Lamarck A", lui-même contigüe en partie par le cratère satellite "Lamarck D".
En 1964, l'Union astronomique internationale a donné le nom de Lamarck à ce cratère en l'honneur du naturaliste Jean-Baptiste Lamarck.
Par convention, les cratères satellites sont identifiés sur les cartes lunaires en plaçant la lettre sur le côté du point central du cratère qui est le plus proche de Lamarck.
| Lamarck | Latitude | Longitude | Diamètre |
| ------- | -------- | --------- | -------- |
| A       | 25.2° S  | 70.8° W   | 51 km    |
| B       | 22.8° S  | 69.7° W   | 7 km     |
| D       | 25.0° S  | 74.1° W   | 131 km   |
| E       | 26.8° S  | 75.7° W   | 9 km     |
| F       | 27.0° S  | 73.9° W   | 9 km     |
| G       | 27.1° S  | 72.1° W   | 15 km    |